# 龙刍
「龍 芻」，是中国传说的异草，在東海島的龍駒川,穆天子養八駿的地方有。馬吃了它,可以日行千里。从古就讲話說:一棵龍芻,可以让马化成龍駒。而石龍芻本身味道苦,性质微寒,没有毒。主要治疗心腹邪氣,小便不利,淋閉,風濕,鬼疰,惡毒等。经常吃可以補虛羸,輕身,耳目聰明,延年。别名龍須草,在接近道路旁的水和石头處都有,又名縉云草。其幼苗叢生直上,没有枝葉,形状像棕心草。在夏天莖端会长小穗,然后開花結小果实,赤色。《三國志•蜀書•杜微傳》亦有“土龍芻狗”，《三国演义》第85回亦有此典故。水經注亦有“三藏水又往東南流,與龍芻水匯合。龍芻水出自西方的龍芻溪,往東流入三藏水。”时珍曰:刈草包束,日刍。此草生水石之处,可以刈束养马,故谓之龙刍。

## 记载
《述異記》東海島龍駒川,穆天子養八駿處。島中有草名龍芻。馬食之,日行千里。古語:「一株龍芻,化為龍駒。」

## 参看
中国妖怪列表